# ارتفاعات بروکلین (میسوری)
ارتفاعات بروکلین (به انگلیسی: Brooklyn Heights) یک روستا (ایالات متحده آمریکا) در ایالات متحده آمریکا است که در شهرستان جاسپر، میزوری واقع شده است. ارتفاعات بروکلین ۰٫۳۰ کیلومتر مربع مساحت و ۱۰۰ نفر جمعیت دارد و ۳۰۲ متر بالاتر از سطح دریا واقع شده است.